# Roberts Neilands
Roberts Neilands (ur. 13 lipca 1899, zm. 21 lipca 1941 w Moskwie) – działacz partyjny Łotewskiej SRR.

## Życiorys
Od 1919 należał do RKP(b), 1919-1921 służył w Armii Czerwonej, w 1924 był sekretarzem KC Komsomołu Łotwy. W 1926 został aresztowany przez łotewskie władze skazany na 6 lat robót, jednak objęła go wymiana więźniów między Łotwą a ZSRR i wkrótce ponownie znalazł się w ZSRR. Do 1930 studiował w Komunistycznym Uniwersytecie Mniejszości Narodowych Zachodu im. Juliana Marchlewskiego, później wrócił nielegalnie do Łotwy, gdzie 1931-1932 był sekretarzem KC Komunistycznej Partii Łotwy, w sierpniu 1932 został aresztowany i skazany na 8 lat robót, 21 czerwca 1940 wypuszczony na wolność. Od czerwca do sierpnia 1940 był sekretarzem Łatgalskiego Komitetu Obwodowego KPŁ, od 26 czerwca 1940 zastępcą przewodniczącego Rady Komisarzy Ludowych Łotewskiej SRR, a od 21 grudnia 1940 II sekretarzem KC Komunistycznej Partii (bolszewików) Łotwy i członkiem Biura KC tej partii. Zginął w Moskwie podczas bombardowania.